# Technetium (99mTc) arcitumomab
Technetium (99m Tc) arcitumomab là một loại thuốc được sử dụng để chẩn đoán hình ảnh ung thư đại trực tràng, được bán bởi Immunomedics. Nó bao gồm mảnh Fab của một kháng thể đơn dòng (arcitumomab, tên thương mại CEA-Scan) và một hạt nhân phóng xạ, Technetium-99m.

## Hóa học
Technetium (99m Tc) arcitumomab là một immunoconjugate. Arcitumomab là một Fab' mảnh IMMU-4, một chuột IgG1 thể đơn dòng kháng thể được chiết xuất từ các cổ trướng của chuột. Enzym pepsin tách đoạn F (ab ') 2 ra khỏi kháng thể. Từ đó, mảnh Fab được chuẩn bị bằng cách giảm nhẹ.
Trước khi ứng dụng, arcitumomab được hoàn nguyên bằng dung dịch chất phóng xạ natri pertechnetate (99m Tc) từ máy tạo tecneti.

## Cơ chế hoạt động
Arcitumomab công nhận kháng nguyên carcinoembryonic (CEA), một kháng nguyên được biểu hiện ở 95% các bệnh ung thư đại trực tràng. Do đó, kháng thể tích lũy trong các khối u như vậy cùng với đồng vị phóng xạ, phát ra các photon. Thông qua chụp cắt lớp phát xạ đơn photon (SPECT), có thể thu được hình ảnh có độ phân giải cao cho thấy nội địa hóa, sự thuyên giảm hoặc tiến triển và di căn của khối u.

## Chống chỉ định
Technitium (99m Tc) arcitumomab chống chỉ định cho bệnh nhân bị dị ứng đã biết hoặc quá mẫn cảm với protein chuột, cũng như trong khi mang thai. Phụ nữ nên tạm dừng cho con bú trong 24 giờ sau khi sử dụng thuốc.

## Tác dụng phụ và quá liều
Chỉ có tác dụng phụ nhẹ và thoáng qua đã được quan sát, chủ yếu là các phản ứng miễn dịch như tăng bạch cầu ái toan, ngứa và sốt. Một số bệnh nhân phát triển kháng thể chống chuột ở người, do đó có khả năng về mặt lý thuyết của phản ứng phản vệ. IMMU-4 liều cao (liều chẩn đoán arcitumomab gấp 20 lần) không dẫn đến bất kỳ sự kiện nghiêm trọng nào. Một bệnh nhân đã được báo cáo để phát triển một grand mal sau khi áp dụng.
Phóng xạ có thể dẫn đến ngộ độc phóng xạ. Vì liều của một ứng dụng arcitumomab là khoảng 10 m Sv, quá liều như vậy là không thể.